# HD현대오일뱅크

현대그룹 시절의 로고

HD현대오일뱅크 주식회사(영어: HD Hyundai Oilbank Co., Ltd., HD현대오일뱅크(주))는 HD현대의 계열사이자 대한민국 최초의 민간 정유회사다. 본사는 충청남도 서산시 대산읍 평신2로 182에 있으며 주요 사업으로는 석유정제 및 석유제품 판매업이 있다. 현대쉘베이스오일, 현대오일터미널, 현대케미칼 등을 자회사로 두고 있다.

## 개요
HD현대오일뱅크는 최초의 민간 정유사로 1964년 창사 이래 반세기 동안 국가 에너지산업 발전과 안정 수급을 위해 매진해 왔다. 1988년 국내 최초 중질유 분해시설을 도입해 석유정제 기술을 한 단계 끌어 올렸고, 1993년 현대그룹 편입과 함께 본격적인 경쟁력을 갖췄다.
총 100만평 규모의 충남 대산공장은 일산 11만 배럴의 제1공장과 1996년 증설한 일산 28만 배럴의 제2공장을 포함해 총 39만 배럴 규모의 석유 정제능력을 갖추고 있다.
1994년 업계 최초로 ‘오일뱅크(OILBANK)’라는 주유소 브랜드를 도입해 경질유 시장에 새로운 바람을 불어넣었고, 전국 주유소에서 최상의 제품과 서비스를 제공하고 있다. 현대오일뱅크는 2015년 기준 매출액 13조 원, 영업이익 6,293억원, 주유소 2,500개, 22%대의 경질유 시장점유율을 확보하고 있다. 다른곳과는 다르게 회원가입시 성인인증을 해야한다.

## 사업분야
- 석유제품: 자체 주유소 유통망을 통하여 가솔린, 디젤, 등유를 공급판매함은 물론 LPG와 항공유까지 제조
- 석유화학제품: 방향족, 에틸렌, 프로필렌 같은 석유화학 기반의 재료 제조
- 윤활유 : XTeer 브랜드로 엔진오일, 미션오일 등을 만들며 기타 요소수와 아스팔트 재료도 제조

## 같이 보기
- HD현대중공업

## 본점 및 지점 현황
- 본점 : 충청남도 서산시 대산읍 평신2로 182
- 지점 : 경기도 성남시 분당구 분당수서로 477 (정자동)